# Olena Tsyos
Olena Volodymyrivna Tsos (em ucraniano:  Олена Володимирівна Цьось; Lutsk, 9 de maio de 1990) é uma ciclista ucraniana. Nos Jogos Olímpicos de 2012, em Londres, Tsyos competiu na prova de velocidade por equipes representando a sua nação.